# Les Autels-Saint-Bazile
Les Autels-Saint-Bazile is een plaats en voormalige gemeente in het Franse departement Calvados in de regio Normandië. De plaats telt 49 inwoners (2009) en maakt deel uit van het arrondissement Lisieux.

## Geschiedenis
Op 1 januari 2016 werd de gemeente opgeheven en opgenomen in de op die dag gevormde commune nouvelle Livarot-Pays-d'Auge.

## Geografie
De oppervlakte van Les Autels-Saint-Bazile bedraagt 5,8 km², de bevolkingsdichtheid is dus 8,4 inwoners per km².
De onderstaande kaart toont de ligging van Les Autels-Saint-Bazile met de belangrijkste infrastructuur en aangrenzende gemeenten.

## Demografie
Onderstaande figuur toont het verloop van het inwonertal (bron: INSEE-tellingen).
Vanwege een beveiligingsprobleem met de MediaWiki Graph-software is het momenteel niet mogelijk deze grafiek weer te geven. Zodra de software is bijgewerkt zal de grafiek vanzelf weer zichtbaar worden.